# Gavin Rossdale
Gavin McGregor Rossdale (ur. 30 października 1965 Kilburn) – angielski muzyk, znany jako wokalista i gitarzysta zespołu rockowego Bush, a także aktor.

## Życiorys

### Wczesne lata
Urodził się w Kilburn w Londynie jako syn Barbary Stephan (z domu Bowie) i lekarza Douglasa Rossdale. Jego matka urodziła się w Szkocji, a rodzice jego ojca byli pochodzenia rosyjskiego i żydowskiego, nazwisko rodu początkowo miało Rosenthal. Jego rodzice rozwiedli się, gdy miał jedenaście lat i był wychowywany głównie przez ojca i ciotkę. Jego matka ponownie wyszła za mąż i przeniosła się do Tampa na Florydzie. Wychowywał się z dwiema siostrami: starszą Lorraine i młodszą Sorayą. Jego przyrodnia siostra Georgina Rossdale-Smith została lekarką.
Rossdale nauczył się grać na gitarze basowej z chłopakiem siostry Lorraine, który był w zespole zwanym Nobodyz. W wieku 17 lat porzucili szkołę Westminster School i założyli zespół o nazwie Midnight.

### Kariera
W 1991 roku Rossdale przeniósł się do Los Angeles, gdzie w ciągu 6 miesięcy mieszkał i gdzie mógł i pracował w niepełnym wymiarze godzin, w tym jako asystent produkcji wideo. Spędził trochę czasu w Nowym Jorku przed powrotem do Anglii, gdzie zetknął się z przyszłym menedżerem Dave'em Dorrellem (MARRS), którego wcześniej spotkał się w Los Angeles. W 1992 Rossdale stworzył Future Primitive. Latem 1994 roku zespół zmienił nazwę na Bush i wydał album Sixteen Stone (Szesnaście kamieni).
Gavin Rossdale stał się znany przede wszystkim z wieloletnich występów w zespole rockowym Bush, w którym śpiewał i grał na gitarze. Po odejściu z zespołu w 2002 roku, przez osiem lat (w latach 2004-2006) był wokalistą i gitarzystą grupy Institute, a później rozpoczął karierę solową. Podczas wykonywania solo, Gavin nagrywał utwory ze swojej obszernej biblioteki muzycznej.
W 2006 Rossdale został sklasyfikowany na 75. miejscu listy 100 najlepszych wokalistów wszech czasów według Hit Parader.
W 2010 muzyk wystąpił gościnnie na płycie grupy Apocalyptica pt. 7th Symphony.
W filmie Constantine (2005) u boku Keanu Reevesa i Rachel Weisz zagrał Baltazara. Wziął też udział w komedii Bena Stillera Zoolander (2001), filmie dokumentalnym Burmistrz Sunset Strip (Mayor of the Sunset Strip, 2004), Czarna książeczka (Little Black Book, 2004) z Julianne Nicholson, Gra ich życia (The Game of Their Lives, 2005), How to Rob a Bank (2008) i Bling Ring (The Bling Ring, 2013). W jednym z odcinków serialu kryminalnego CBS Zabójcze umysły (Criminal Minds) – pt. „The Performer” (2009) pojawił się jako gwiazdor rocka Paul Davies, który zaczyna być alter ego wampira Dante, a jego muzyka jest zaangażowana w ciąg krwawych morderstw. Wystąpił też w piątym sezonie ósmym odcinku serialu USA Network Tożsamość szpiega (Burn Notice) i jako Johnny Moreau w setnym odcinku Hawaii Five-0 w listopadzie 2014.

## Życie prywatne
W swojej autobiografii Take It Like A Man (1995), Boy George napisał, że ok. 1982 Rossdale miał związek z Peterem Robinsonem, znanym również jako „Marilyn”. Rossdale początkowo zaprzeczył historii, ale w 2003 Robinson zadedykował Rossdale’owi CD „Hold on Tight” (Trzymaj się mocno), powołując się na „lata naszej namiętnej relacji” oraz gościnne zdjęcia razem na okładce. Później obaj opowiadali bardziej otwarcie o ich związku, Robinson potwierdził w 2009, że byli „razem pięć lat” w 1980, Robinson później nazwał Rossdale „miłością swojego życia”. Z nieformalnego krótkotrwałego związku z brytyjską projektantką mody Pearl Lowe ma córkę Daisy (ur. 1989).
W 1995 poznał Gwen Stefani, wokalistkę zespołu punk No Doubt, gdy był w trasie z formacją Bush. Wzięli ślub 14 września 2002. Mają trzech synów: Kingstona Jamesa McGregora (ur. 26 maja 2006), Zumę Nestę Rocka (ur. 21 sierpnia 2008) i Apolla Bowiego Flynna (ur. 28 lutego 2014). 8 kwietnia 2016 doszło do rozwodu.

## Dyskografia
Albumy solowe
| Tytuł      | Dane dot. albumu                                     | Pozycja na liście | Pozycja na liście | Pozycja na liście | Pozycja na liście |
| Tytuł      | Dane dot. albumu                                     | GER               | AUT               | CHE               | USA               |
| ---------- | ---------------------------------------------------- | ----------------- | ----------------- | ----------------- | ----------------- |
| WANDERlust | - Data: 3 czerwca 2008 - Wydawca: Interscope Records | 64                | 40                | 95                | 33                |

Single
| „Adrenaline"                                        | 2002 | 78 | 62 | –  | –  | –  | xXx                                |
| „The Current” (Blue Man Group feat. Gavin Rossdale) | 2003 | –  | –  | –  | 93 | –  | Terminator 3: Rise of the Machines |
| „Love Remains the Same”                             | 2008 | 52 | 24 | 71 | –  | 27 | WANDERlust                         |
| „Forever May You Run"                               | 2009 | –  | –  | –  | –  | –  | WANDERlust                         |
| „End of Me” (Apocalyptica feat. Gavin Rossdale)     | 2010 | 81 | –  | –  | –  | –  | 7th Symphony                       |
| „—” singel nie był notowany.                        |      |    |    |    |    |    |                                    |

## Filmografia
| Rok  | Tytuł                                                   | Rola                 | Reżyser          |
| ---- | ------------------------------------------------------- | -------------------- | ---------------- |
| 2001 | Zoolander (film fabularny)                              | w roli samego siebie | Ben Stiller      |
| 2004 | Czarna książeczka (Little Black Book, film fabularny)   | Random               | Nick Hurran      |
| 2005 | Constantine (film fabularny)                            | Baltazar             | Francis Lawrence |
| 2005 | Gra ich życia (The Game of Their Lives, film fabularny) | Stanley Mortenson    | David Anspaugh   |
| 2007 | Battle Olympia (film krótkometrażowy)                   | Skyline Athlete      | Jesse Davey      |
| 2007 | Jak obrabować bank (How to Rob a Bank, film fabularny)  | Simon                | Andrews Jenkins  |
| 2013 | Bling Ring (The Bling Ring, film fabularny)             | Ricky                | Sofia Coppola    |
| 2018 | Bad Publicity (film TV)                                 | Liam Carlson         | Chris Librizzi   |
| 2018 | Isle of Legends (film TV)                               | Nigel Brinkman       | Neil Cirucci     |